# Muriel Scott
Muriel Eleanor Scott (* 1888 in Dum Dum, Westbengalen, Britisch-Indien; † 1963) war eine schottisch-britische Suffragette, die mehrfach verhaftet wurde und in den Hungerstreik trat. Ihre Schwester Arabella Scott wurde ebenfalls verhaftet und im Hungerstreik mehrmals zwangsernährt; Muriel Scott führte Proteste gegen diese grausame Behandlung an.

## Leben
Scott wurde 1888 in Indien geboren, aber ihre Familie lebte in Dunoon, Schottland. Ihr Vater Captain William Scott diente 25 Jahre lang in Indien, ihre Mutter war Harriet Scott, geborene Buchanan. Scott hatte sieben Geschwister, von denen zwei im Säuglingsalter starben.
Scott und ihre Schwester Arabella Scott studierten beide 1908 an der Universität von Edinburgh. Während ihres Studiums setzten sich Scott und ihre Schwester für Rechte der Frauen ein und traten der Edinburgh National Society for Women's Suffrage (ENSWS), der Women’s Social and Political Union (WSPU) und der Women’s Freedom League (WFL) bei. Die Scott-Schwestern sprachen auf politischen Veranstaltungen in ganz Schottland.
Wie andere bekannte Suffragetten benutzte auch Muriel Scott Pseudonyme für den Fall, dass sie verhaftet wurde oder wenn sie bei Nachwahlen Wahlkampf machte, darunter „Jane C. Dark“, „Ellen Smith“. Sie sprach gegen den liberalen Premierminister H. H. Asquith, als dieser bei einer Wahl im Wahlkreis East Fife kandidierte.
Scott wurde im Juni 1909 zusammen mit ihrer Schwester Arabella in London verhaftet, nachdem sie versucht hatten, eine Petition an Premierminister Asquith zu übergeben. Sie wurde zu 21 Tagen Zwangsarbeit im Holloway Prison verurteilt. Scott trat in den Hungerstreik, wurde aber freigelassen und kam bei einer Tante in Kent unter, bevor sie auf Wunsch ihrer Mutter, die nicht wollte, dass die Schwestern auf einmal verhaftet würden, nach Edinburgh zurückkehrte.
Scott half bei der Organisation einer Demonstration zum Frauenwahlrecht im Oktober 1909 in Edinburgh, die eine riesige Menschenmenge entlang der Princes Street anzog. Der Marsch wurde als eine „solide Phalanx entschlossener und unbeugsamer Frauen, die darauf aus waren, das Wahlrecht zu erlangen“ beschrieben.
Sie beteiligte sich nicht an weiteren militanten Aktivitäten, sondern organisierte und sprach auf öffentlichen Versammlungen oder unterbrach politische Veranstaltungen, zum Beispiel indem sie und Arabella sich mit Vorhängeschlössern an ihren Sitzen festmachten, damit sie nicht einfach hinausgeworfen werden konnten. Im Jahr 1911 wurde Scott dafür gedankt, dass sie ihre Schulferien opferte, um auf einer Nachwahlveranstaltung im Kilmarnock Burghs vor 600 Menschen zu sprechen. 1912 sprach Scott auf einer großen Freiluftveranstaltung in Dunfermline.
Zusammen mit Elizabeth Finlayson Gauld, einer weiteren Aktivistin aus Edinburgh, hielt Scott am 7. September 1912 in Stirling eine Rede unter freiem Himmel in einer Droschke, die in den WSPU-Farben (lila, weiß und grün) geschmückt war. Die Frauen verteidigten Ethel Moorhead, die das Wallace Sword, das Schwert des schottischen Helden William Wallace beschädigt hatte, um zu zeigen, dass „Freiheit durch Kampf gewonnen“ wird. Scott und Gauld erklärten „Die Töchter dieses tapferen Mannes (Wallace), die Töchter dieser großen Nation, haben immer noch ein großes und überwältigendes Verlangen nach Freiheit.“ Die schottischen Suffragetten sangen bei ihren Versammlungen oft „Scots Wha Hae“, ein politisches Freiheitslied über Wallace von Robert Burns.
1913 wurden die Schwestern Scott, die zu der Zeit in 88 Marchmont Road in Edinburgh wohnten, überwacht, und die Polizei bemerkte, dass beide ein Paket bei sich hatten. Später wurde Arabella Scott verhaftet, weil sie (zusammen mit anderen) die Tribüne der Rennbahn von Kelso in Brand gesetzt hatte. Arabella Scott wurde in Folge des Anschlags mehrmals verhaftet, freigelassen und wieder gefangen genommen, und zwar im Rahmen des sogenannten Cat and Mouse Acts, nach dem hungernde und zwangsernährte Gefangene zur Erholung temporär freigelassen wurden, aber erwartet wurde, dass sie zurückkehrten, um ihre volle Strafe abzusitzen.
Im Juni 1914 schrieb Muriel Scott an die Gefängnisbehörden und erkundigte sich, wo ihre Schwester festgehalten würde. Sie erfuhr, dass Arabella Scott ins Perth Prison gebracht worden war, in dem Suffragetten unter Führung des Arztes Hugh Ferguson Watson in seiner Funktion als Medical officer to the Scottish Prison Service zwangsernährt wurden. Scott betrieb daraufhin während Arabellas Haft einen Stand am Fluss, um Wahlrechtsmaterialien zu verteilen und die Menschen auf das Leiden ihrer Schwester aufmerksam zu machen, und versammelte regelmäßig eine Menge von 3.000 Menschen vor dem Gefängnis, die ihre Proteste durch Singen und Rufen zu unterstützten. Öffentliche Gebäude und Filmvorführungen wurden abgesagt, und fünfzig zusätzliche Polizisten wurden in die Stadt geschickt. An einem Sonntag unterbrachen Frauen den Gottesdienst in der St Ninian’s Church mit den Rufen, dass während hier gebetet, ihre Schwester gefoltert würde. Arabella Scott schrieb jedoch am 21. Juli 1914, dass sie keine persönlichen Angriffe auf das Gefängnispersonal wünsche.
Ihre Schwester wurde später freigelassen, aber Scott berichtete Reportern, dass die Proteste auf den Straßen jede Nacht weitergehen würden und dass die WSPU nach Räumlichkeiten in der Stadt suchte.
Nach der Ausrufung des Ersten Weltkriegs begnadigte die Regierung alle inhaftierten Suffragetten im Rahmen eines Stillhalteabkommens mit der WSPU, auch Muriel Scott. Sie kehrte 1916 noch einmal an die Universität zurück, um Russisch zu studieren.
Muriel Scott starb 1963.